# Fustiaria rubescens
Fustiaria rubescens är en blötdjursart som först beskrevs av Gérard Paul Deshayes 1825.  Fustiaria rubescens ingår i släktet Fustiaria och familjen Fustiariidae. Inga underarter finns listade i Catalogue of Life.